# Asmahan
Asmahan (en arabe : اسمهان, parfois Asmahane en français), de son vrai nom Amal El Atrache (en arabe : آمال الأطرش), née le 25 novembre 1912 et morte le 14 juillet 1944 en Égypte, est une chanteuse et actrice syrienne,. Elle est la sœur de Farid El Atrache.

## Biographie

### Enfance
Asmahan naît d'un père syrien, le prince Fahd El Atrach issu du clan druze El-Atrache Djebel el-Druze syrien, et d'une mère libanaise, la princesse et accessoirement musicienne Alia,, à bord d'un paquebot grec reliant Athènes à Beyrouth, alors que sa famille, son père Fahd, sa mère Alia et ses deux frères Fouad et Farid, fuient la Turquie. Son prénom Amal (espoir) lui est donné en raison des circonstances lors de sa naissance, le bateau ayant failli couler.
En 1924, la mort prématurée de son père et la révolution contre les troupes ottomanes conduisent sa famille à émigrer en Égypte. Sa mère Alia inculque à ses enfants les vertus de la musique.

### Carrière

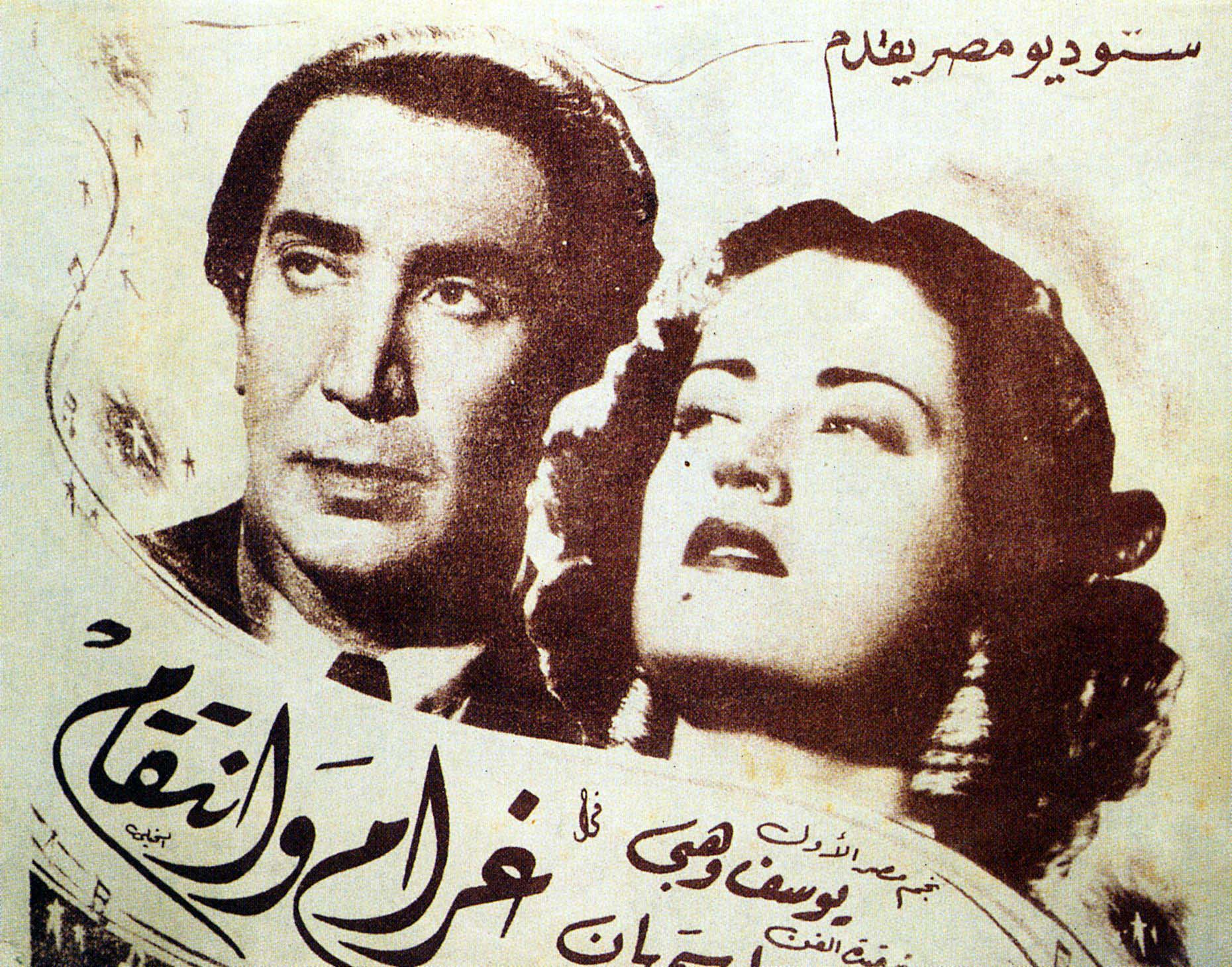
Youssef Wahbi et Asmahan sur l'affiche du film Gharam wa intiqam (Amour et vengeance) en 1944.

À l'image de son frère Farid, Asmahan devient rapidement un prodige. Plus tard, alors que la carrière de Farid est en plein essor, le producteur-compositeur Mohamad El Qasabji se penche sur le cas d'Amal, et c'est le compositeur Daoud Hosni qui lui trouve son nom de scène d'Asmahan (« la Sublime », en persan). Son frère aîné Fouad refuse de la voir rejoindre le monde du spectacle. En 1933, il offre la main de sa sœur à son cousin Hassan Al-Atrash en 1933 : Amal doit abandonner sa carrière musicale. Femme au foyer rangée en Syrie, elle donne naissance à une fille, Camellia, mais divorce quatre ans plus tard. De retour au Caire, Amal El Atrach, qui a, par son mariage, perdu la nationalité égyptienne, y mène la vie d'une femme libre et mondaine, entre parties de poker, nuits blanches et flirts sans lendemain.
Asmahan se rend célèbre par sa participation à de nombreuses comédies musicales cinématographiques telles qu’Intisar El-Shabab et Gharam Wa Intiqam (dont est tiré le tube Layali El Ouns Fi Vienna). Une carrière à Hollywood s'ouvre à elle, ce qui lui vaudra, a posteriori, le surnom de « Marilyn du Moyen-Orient ». Malgré l’amitié trouble et indéfectible du journaliste et critique musical Mohamed al-Taba'i, Asmahan est constamment menacée d'expulsion, d'autant plus qu'elle est jalousée par la reine veuve Nazli Sabri dont l'amant (le chambellan Mohamad Hassanein pacha), et le propre fils (le futur roi Farouk Ier) portent un grand intérêt à la chanteuse. Pour se protéger, elle épouse le réalisateur égyptien Ahmed Baderkhan puis le séducteur et réalisateur Ahmed Salem.

### Espionnage
Pendant la Seconde Guerre mondiale, les Britanniques lui offrent 40 000 £ pour espionner et convaincre son premier mari et les Druzes de ne pas intervenir contre les Alliés lors de l'opération Exporter.

### Mystère de  sa mort
Elle meurt noyée avec son amie et confidente, Mary Baines, enseignante universitaire, après que sa voiture, pour une raison inconnue, sombre dans les eaux du Nil, le 14 juillet 1944. Sa mort très suspecte — le conducteur de sa Rolls-Royce Silver Ghost, un mystérieux remplaçant de son chauffeur habituel, ayant disparu sans laisser de trace — donne naissance à de nombreuses rumeurs. Les services de renseignement britanniques ont été accusés de s'être débarrassés d'elle après qu'elle a tenté de rencontrer des agents allemands. La Gestapo allemande a également été accusée, du fait de l'aide qu'Asmahan avait donnée aux forces britanniques et à celles de la France libre. Le roi Farouk Ier d'Égypte a été aussi soupçonné, car elle avait repoussé ses avances, son frère Fouad de même, pour l'avoir déshonoré, ou son premier mari pour l'avoir humiliée, ou encore Oum Kalthoum par jalousie. La mort de la chanteuse reste jusqu'à nos jours une énigme. Il semble que le silence sur la disparition de la chanteuse ait arrangé toutes les parties ainsi soupçonnées, sauf son public, qui, génération après génération, continue à vénérer son art.
La particularité d'Asmahan est son chant mélancolique inspiré par la musique européenne comme sur Ya Touyour (composé par Mohamed El Qasabgi) ou encore Layta Lil Barraq.

### Postérité
En 2021, elle est l'une des personnalités présentées dans l'exposition « Divas. D'Oum Kalthoum à Dalida » à l'Institut du monde arabe (Paris).

## Discographie
Principaux titres :
- Eedy fi Eedak
- Shorouq we Ghoroub
- al-Khitam Operette (pour le film Intisar Al Shabab)
- al-Layl
- as-Shams Ghabat Anwarha
- ad-Denya fi Eedy
- al-Osra al-Alaweyya Anthem (pour le film Gharam wa Intiqam)
- Aamel Eah Ashan Ansak?
- Ana Bent al-Layl
- Ghayra Magd Poem
- Hadaytak Alby
- Adhaby fi Hawak Ardaah
- Hal Tayyem al-Ban
- Isqineeha bi Aby Anta wa Ommy
- Ahwa
- Emta Hatearaf?
- Ana elly Astahel
- Ayna al-Layaly?
- Ayyuha Anna'em
- Hadeath Aynayn
- Dakhalt Marra fi Genenah
- Regeaat Lak
- Aahedny ya Alby
- Alek Salat Allah we Salamoh
- Farraq ma Benna az-Zamaan
- Fi yom Mashoofak
- Magnoon Layla
- Kan li Amal
- Kelma ya Nour al-Ain
- Konty al-Amany
- Layaly al-Ons fi Vienna
- Layta lel-Bouraq Ayna
- Mahlaha Eishet al-Fallah
- Nawayt Adary Aalaamy
- al-Ward
- Ya Habibi Allah
- Ya Dirati
- Ya Toyour (or Taghreed al-Balabel)
- Yally Hawak
- Ya Layali al-Bishr
- Ya Naar Fouadi

## Filmographie
- 1941 : Victoire de la jeunesse (Intissar al-chabab)[11] d'Ahmed Badrakhan : Nadia
- 1944 : Amour et vengeance (Gharam wa Intiqam) de Yusuf Wahbi[12] : Suhair

### Documentaire audio
"La face cachée d'Asmahan", Une histoire particulière, France culture 